# Pteraspis
Pteraspis ist eine ausgestorbene Gattung der Ordnung Pteraspidiformes. Dieser primitive, zu den Heterostraci gehörende Kieferlose (Agnatha) lebte vorwiegend während des Pragiums im Unterdevon.

## Etymologie
Die Bezeichnung Pteraspis ist eine Zusammensetzung aus den griechischen Wörtern πτερόν pterón (Flügel) und ἀσπίς aspis (Schild) und kann als beflügelter Schild wiedergegeben werden.

## Erstbeschreibung
Pteraspis wurde im Jahr 1847 erstmals von Rudolf Kner wissenschaftlich beschrieben, jedoch hatte bereits 1835 Louis Agassiz das Taxon Pteraspis rostrata errichtet. Weitere wichtige Bearbeitungen stammen von Huxley (1861), Woodward (1891) und Sepkoski (2002).

## Taxonomie

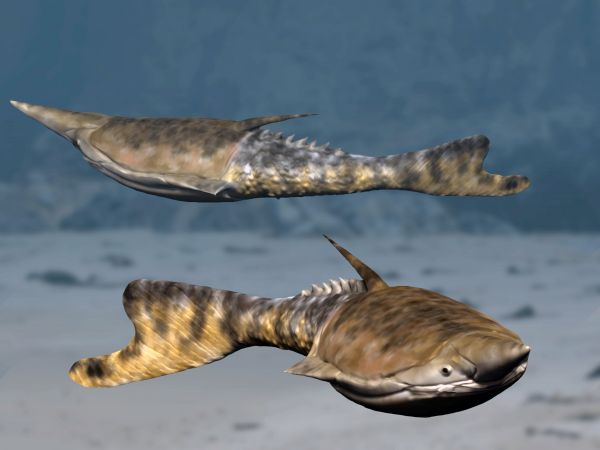
Künstlerische Rekonstruktion von Pteraspis stensioei, jetzt Larnovaspis stensioei

Die Gattung Pteraspis bildet zusammen mit zahlreichen Schwestertaxa die nach ihr benannte Familie der Pteraspididae (manchmal auch nur Pteraspidae), darunter Althaspis, Anchipteraspis, Archaeoteuthis, Brachipteraspis, Canadapteraspis, Chiastolepis, Cosmaspis, Cyathaspis, Doryaspis, Errivaspis, Escharaspis, Eucyclaspis, Europrotapsis, Gigantaspis, Grumantaspis, Holaspis, Kallostracon, Lampraspis, Larnovaspis, Loricopteraspis, Miltaspis, Mylopteraspidella, Mylopteraspis, Oreaspis, Palaeoteuthis, Pholidosteus, Podolaspis, Protaspis, Protopteraspis, Psephaspis, Rhachiaspis, Rhinopterspis, Scaphaspis, Sphagodus, Stegobranchiaspis, Tolypaspis, Tolypelepis, Ulutitaspis, Unarkaspis und Zascinaspis. Subtaxa sind Pterapis crouchi, Pteraspis dixoni, Pteraspis dunensis, Pteraspis mitchelli, Pteraspis rostrata und Pteraspis stensioei. Das Typusfossil ist Pteraspis rostrata Agassiz 1835, auch als Pteraspis rostratus oder Cephalaspis rostratus bekannt.

## Merkmale

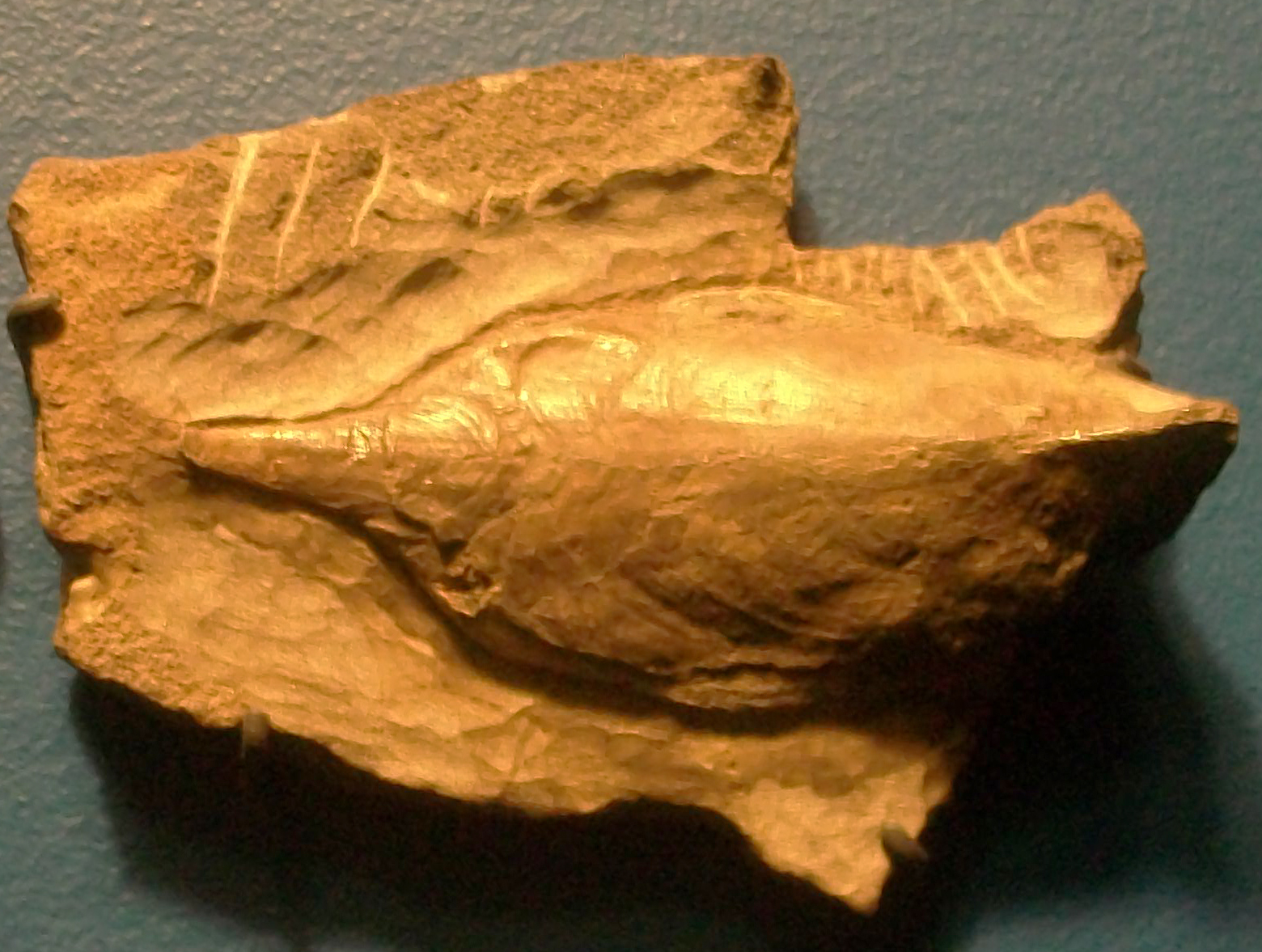
Oberer Schild von Pteraspis crouchi

Pteraspis erreichte 20 bis 25 Zentimeter an Länge und war dorsoventral etwas abgeplattet. Wie andere Heterostraci hatte auch er eine Panzerung, die den Vorderteil seines Körpers bedeckte und ihn vor Fressfeinden wie beispielsweise Eurypteriden schützte. Gleichzeitig diente die Panzerung als Phosphatreserve in Notzeiten. Der zweifellos aus der Verschmelzung einzelner Schuppen hervorgegangene Schutzpanzer war nicht einheitlich, sondern in einen Dorsal- und Ventralschild gegliedert. Er wurde überdies von kleinen Kanälen durchzogen, die wahrscheinlich mit den Sinnesorganen in Verbindung standen. Die Augenregion wurde von zwei kleineren Orbitalplatten beschützt, die Seitenregion von zwei Cornualplatten. Der hintere Rumpf und die Schwanzflosse wurden von kräftigen, sich dachziegelartig überlappenden Schuppen bedeckt. Die Schwanzflosse war mit einem sehr großen und kräftigen Ventrallappen extrem unsymmetrisch aufgebaut, dürfte aber bei raschen Richtungsänderungen sehr effektiv gewesen sein. Außer der Schwanzflosse besaß Pteraspis keine weiteren Flossen, dennoch war er trotz seiner Panzerung ein guter Schwimmer. Über seine Kiemen ragten versteifte flügelartige Fortsätze hinweg (daher die Bezeichnung Pteraspis), die von den beschützenden Branchialplatten ausgingen und ihn wahrscheinlich beim Schwimmen stabilisierten. Hinzu kam ein vor den Augen gelegenes, hornförmiges Rostrum, das ihm eine sehr hydrodynamische Gestalt verlieh. Rund um die ventral sitzende Maulöffnung befanden sich einige kleinere Platten (Oralplatten), die ihm bei der Nahrungsaufnahme behilflich waren. Die Augen waren klein und saßen an der Seite. Auf seinem Rücken trug Pteraspis hinter dem leicht gebogenen, großen Dorsalsporn weitere Stacheln, die als zusätzlicher Schutz gegen eventuelle Angreifer gedient haben dürften.

## Lebensweise

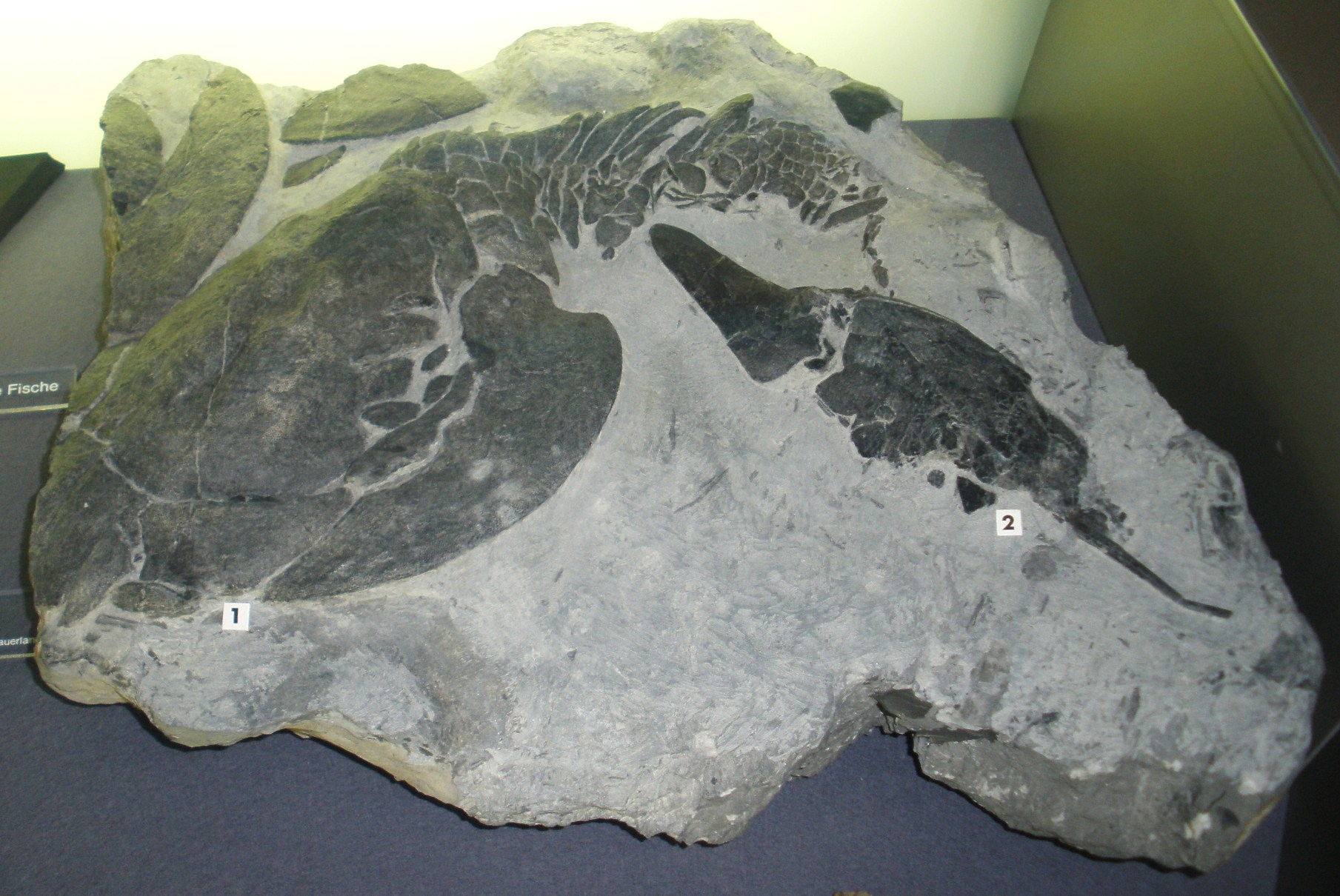
Drepanaspis (links) und Pteraspis (rechts), Senckenberg Museum

Es wird vermutet, dass Pteraspis sich von unterhalb der Meeresoberfläche treibendem Plankton ernährte. Dass er im offenen Meer lebte, lässt sich anhand der Vergesellschaftung mit anderen marinen Fossilien ablesen. Dennoch sind aber auch Funde im fluviatilen Faziesbereich gemacht worden.

## Vorkommen
Folgende Fundstellen von Pteraspis sind bekannt:
- Brasilien:
  - Pará – Maecuru-Formation (Eifelium)[2]
- Deutschland:
  - Gemünden – Hunsrückschiefer (Unteres Emsium)[3]
- Tschechien:
  - Dobrotiva – Dobrotiva-Formation (Ordovizium, Darriwilium)[4]
  - Šárka – Šárka-Formation (Darriwilium)
- Ukraine:
  - Podolien:
    - Babin – Babin Sandstone Formation (Lochkovium, Pragium)[5]
    - Crisceatec (Lochkovium)
    - Ivane Suite Formation (Lochkovium)[6]
- Vereinigtes Königreich:[7]
  - Morville, Shropshire – Lower Old Red Sandstone, Downton Group und Ditton Group mit Pteraspis Band (Lochkovium)[8]
  - Rowlestone Hill, Herefordshire – Mittlere Ditton Group (Lochkovium)[9]
  - Tar Grove Quarry bei Ludlow (Shropshire) – Untere Ditton Group (Lochkovium)[10]